# Imbrasia carnegiei
Imbrasia carnegiei är en fjärilsart som beskrevs av Antonius Johannes Theodorus Janse 1918. Imbrasia carnegiei ingår i släktet Imbrasia och familjen påfågelsspinnare. Inga underarter finns listade i Catalogue of Life.